# Stjørdalselven
Stjørdalselven (norsk Stjørdalselva) er en elv i Nord-Trøndelag som strækker sig fra den svenske grænse i Meråker kommune til Trondheimsfjorden i Stjørdal  kommune – lige ved Trondheim Lufthavn, Værnes. Selve Stjørdalselven dannes ved samløbet mellem Torsbjørka og Dalåa i Meråker, mens elvens øverste kilde er lige øst for Storlien i Sverige, hvor Tevla har sit udspring. Elven er 55,02 km lang (83,63 km medregnet Dalåa og Tevla), og har et afvandingsområde på 2.111 km². Den har en gennemstrømning på 78,44 m³/s.
63°26′50″N 10°54′24″Ø / 63.44722°N 10.90667°Ø